# Mariakapel (Waterop)

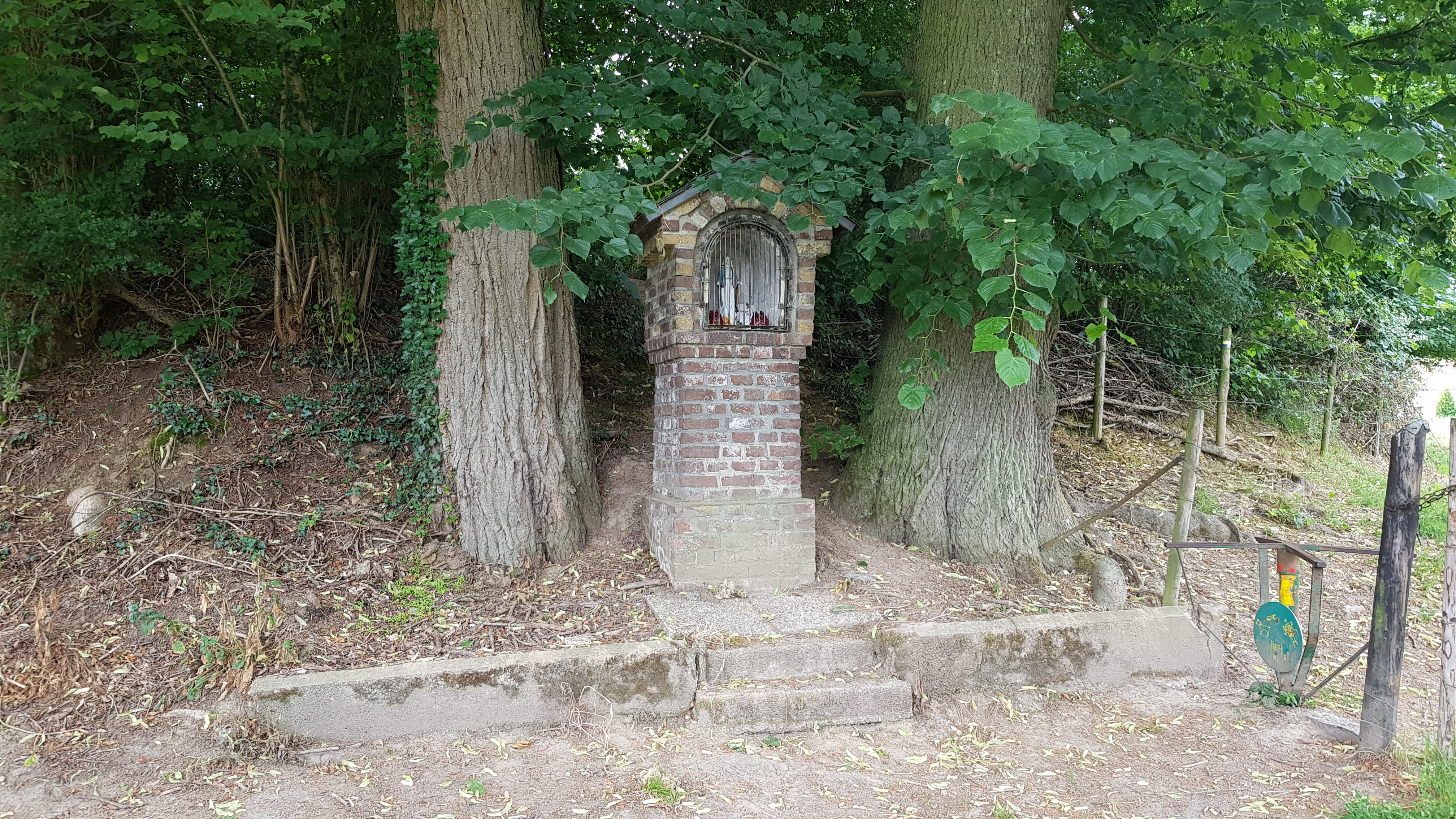
Het Mariakapelletje

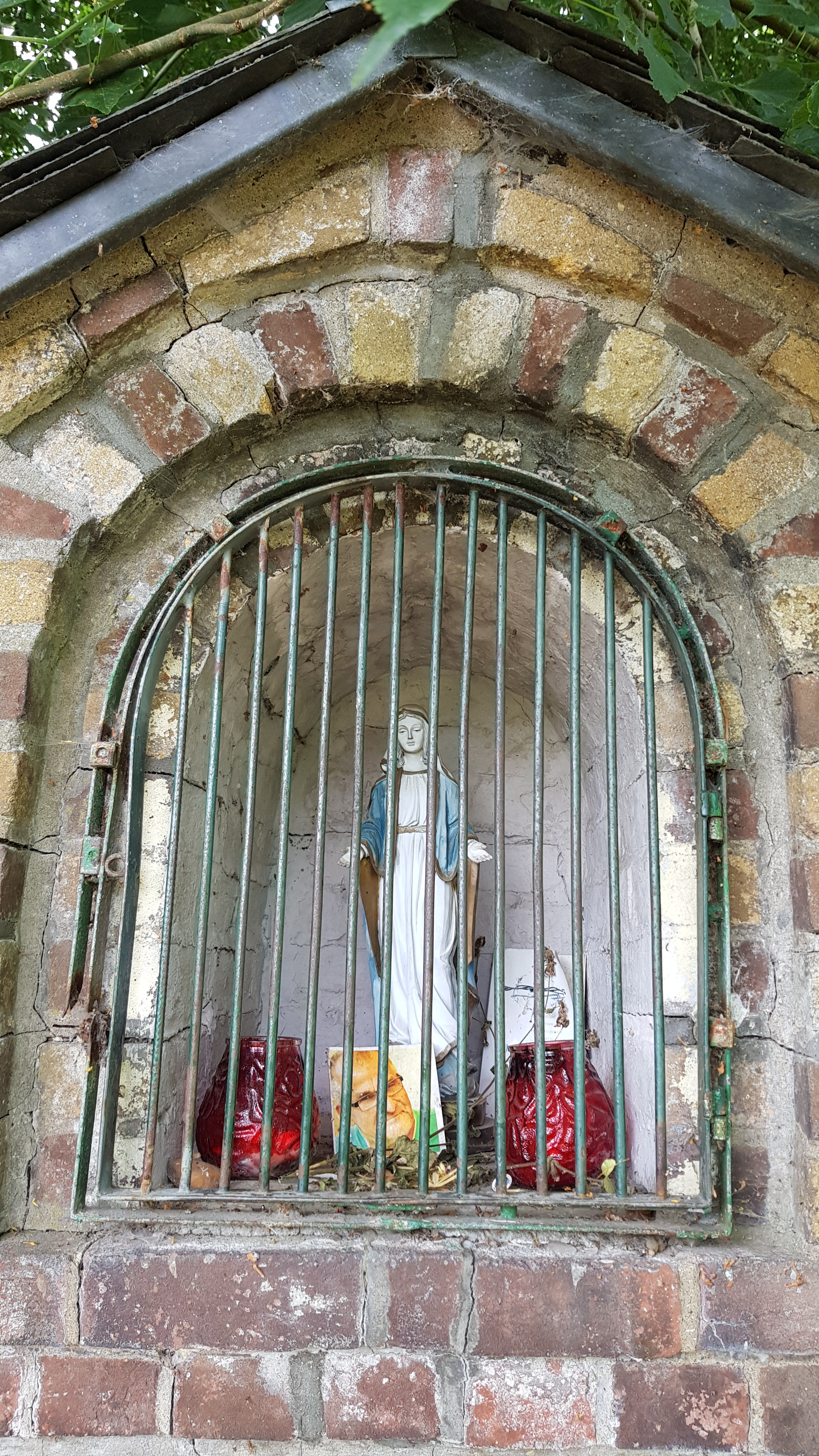
De nis van de kapel in juni 2020

De Mariakapel is een kapelletje in Waterop tussen Gulpen en Slenaken in de Nederlands Zuid-Limburgse gemeente Gulpen-Wittem. De kapel staat op ongeveer 50 meter van de Gulp en op ongeveer 100 meter te noordoosten van Kasteel Karsveld. In de nabijheid van de kapel kruisen twee veldwegen/voetpaden elkaar. Het ene voetpad loopt van Pesaken langs de Gulp naar Beutenaken. De andere veldweg komt van Reijmerstok, doorkruist het Gulpdal, passeert de Gulp met een voorde en loopt in zuidoostelijke richting waar het het dal verlaat via een uitloper van het Groote Bosch en verder loopt in de richting van Heijenrath.
De kapel is gewijd aan Maria.

## Bouwwerk
De bakstenen kapel heeft de vorm van een pilaar waarin een nis is aangebracht en wordt gedekt door een zadeldak. Ter hoogte van het basement en de nis is de kapel iets breder uitgevoerd.
De kapelnis bestaat uit een gemetselde rondboog die met een smeedijzeren traliehekje en plexiglazen deurtje wordt afgesloten. Van binnen is de nis wit geschilderd. In de nis staat een Mariabeeldje. In 2006 hield dit Mariabeeldje het kindje Jezus in de armen. Het Mariabeeldje dat in 2018 in de kapel staat houdt beide handen uitnodigend gestrekt.